# Santa Giustina
Santa Giustina est une commune italienne de la province de Belluno, dans la région Vénétie.

## Administration
| Période                                  | Période | Identité | Étiquette | Qualité |
| ---------------------------------------- | ------- | -------- | --------- | ------- |
|                                          |         |          |           |         |
| Les données manquantes sont à compléter. |         |          |           |         |

### Hameaux
Formegan, Volpere, Campo, Carfai, Meano, Cergnai, Sartena, Santa Margherita, Ignan

### Communes limitrophes
Cesiomaggiore, Lentiai, Mel, San Gregorio nelle Alpi, Sedico, Sospirolo.